# Västbo kontrakt
Västbo kontrakt var ett kontrakt i Växjö stift inom Svenska kyrkan som funnits under två tidsperioder. Kontraktet upphörde 2012 och de ingående församlingarna överfördes till Östbo-Västbo kontrakt. 
Kontraktskod var 0609.
Kontraktet hade en gård, Västbo kontraktsgård i Kulltorp.

## Administrativ historik
Det ursprungliga kontraktet delades 1962 i två som sedan 1995 återgick i ett återbildat Västbo kontrakt
Kontraktet omfattade:
- Församlingar som mellan 1962 och 1995 bildade Västbo södra kontrakt
  - Södra Unnaryds församling som 2010 namnändrades till Unnaryds församling
  - Jälluntofta församling som 2010 uppgick i Unnaryds församling
  - Bolmsö församling som 1974 överfördes till Sunnerbo kontrakt
  - Färgaryds församling
  - Långaryds församling
  - Femsjö församling
  - Burseryds församling
  - Sandviks församling som 1995 uppgick i Burseryds församling
  - Södra Hestra församling
  - Gryteryds församling
  - Villstads församling
- Församlingar tillförda Västbo södra kontrakt 1962 från Sunnerbo kontrakt och återförda dit 1992
  - Lidhults församling
  - Odensjö församling
  - Vrå församling
- Församlingar som mellan 1962 och 1995 bildade Västbo norra kontrakt
  - Forsheda församling som 2012 uppgick i Forshedabygdens församling
  - Torskinge församling som 2012 uppgick i Forshedabygdens församling
  - Dannäs församling som 2012 uppgick i Forshedabygdens församling
  - Tannåkers församling som 1974 överfördes till Sunnerbo kontrakt
  - Gislaveds församling före 1951 benämnd Båraryds församling
  - Våthults församling
  - Bosebo församling
  - Reftele församling
  - Ås församling
  - Kållerstads församling
  - Anderstorps församling
  - Åsenhöga församling
  - Källeryds församling
  - Gnosjö församling
  - Bredaryds församling
  - Kulltorps församling
- Församlingar tillförda Västbo norra kontrakt 1962 från Östbo kontrakt 
  - Kärda församling som 2012 uppgick i Forshedabygdens församling
  - Hångers församling som 2012 uppgick i Forshedabygdens församling
  - Kävsjö församling